# Christuskirche (Vatterode)

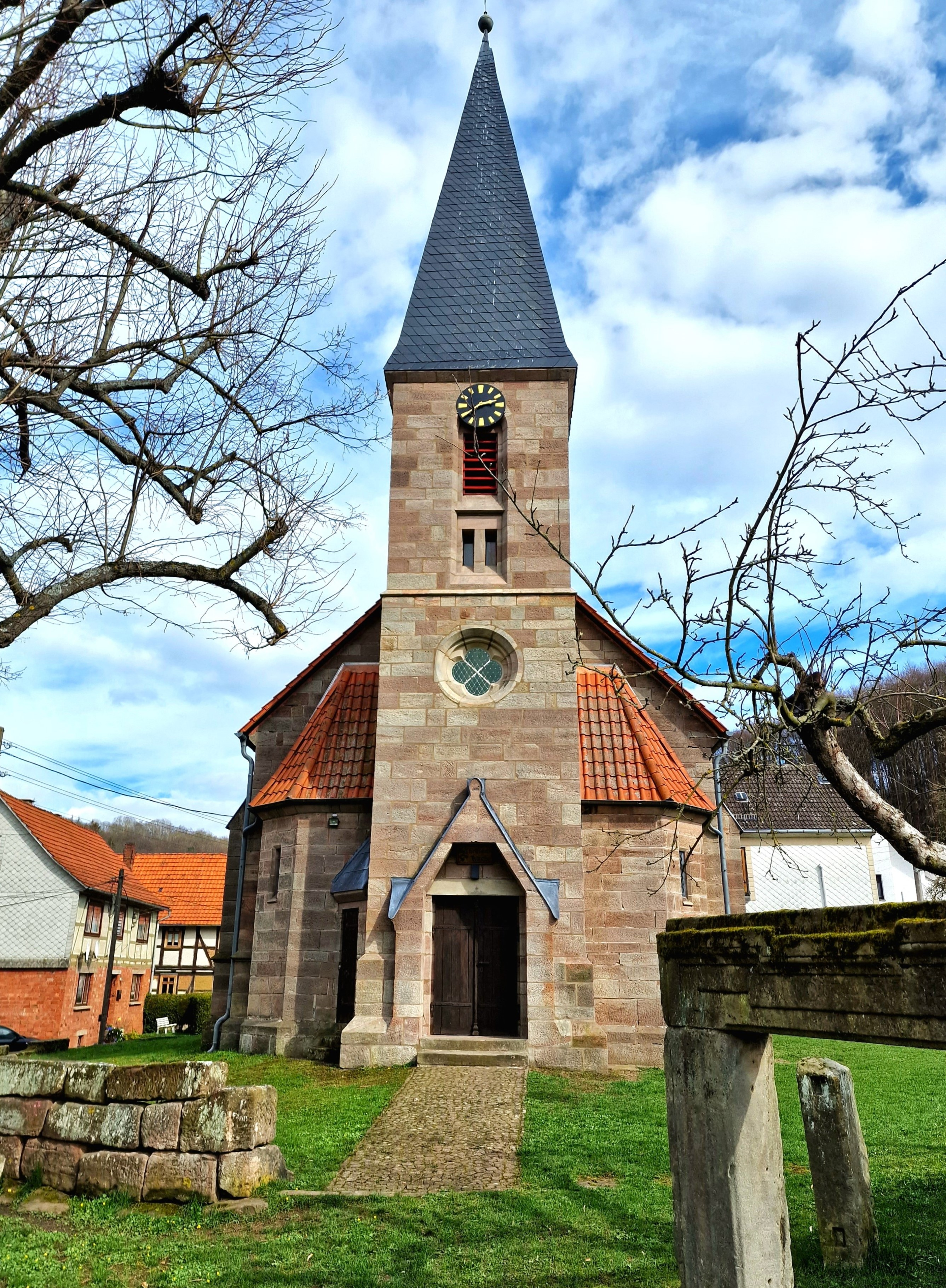
Kirche Vatterode

Die evangelische Christuskirche steht im Ortsteil Vatterode der Gemeinde Dietzenrode/Vatterode im Landkreis Eichsfeld in Thüringen.

## Geschichte

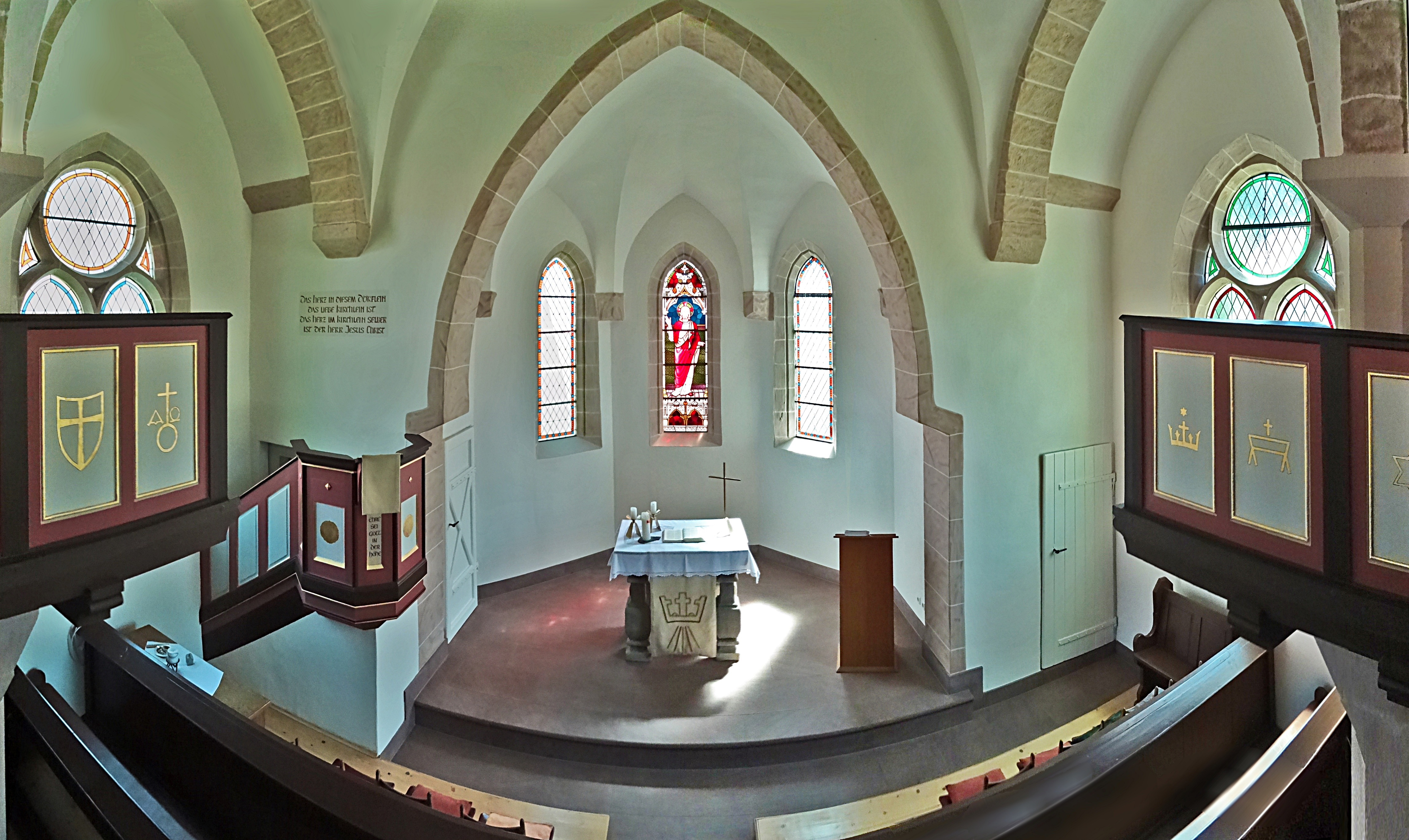
Innenansicht

Im Dorf Vatterode war einst ein Kloster ansässig. 1885 wurde an Stelle der alten Klosterkirche die Christuskirche errichtet. Sie wurde am 27. November 1888 geweiht. Erst 2004 erhielt die kleine Kirche ihren jetzigen Namen.